# Clausola risolutiva espressa
La clausola risolutiva espressa è la pattuizione delle parti di un contratto che assumono un determinato adempimento, venendo meno il quale il contratto stesso si risolve. 

## Normativa italiana
Nell'ordinamento italiano è disciplinata dall'art. 1456 del codice civile: I contraenti possono convenire espressamente che il contratto si risolva nel caso che una determinata obbligazione non sia adempiuta secondo le modalità stabilite.
In questo caso, la risoluzione si verifica di diritto quando la parte interessata dichiara all'altra che intende valersi della clausola risolutiva.
La clausola risolutiva dunque si concretizza nella comunicazione della parte non inadempiente alla parte inadempiente di voler risolvere il contratto. Deve però trattarsi di un inadempimento determinato. Le parti non possono dunque prevedere la risoluzione quale conseguenza di un generico inadempimento, questo deve essere un'obbligazione determinata.
La dichiarazione di avvalersi della clausola risolutiva è configurabile come un negozio unilaterale recettizio, non formale (potendo risultare anche da fatti concludenti); la parte legittimata può tuttavia rinunciare, sia espressamente che tacitamente, ad invocare la clausola risolutiva.
La risoluzione di diritto per operare di clausola risolutiva espressa può invocarsi anche dopo aver proposto domanda di risoluzione giudiziale ex art. 1453 (per inadempimento).
Differisce dalla condizione risolutiva (art. 1353 c.c.) che si ha allorquando le parti subordinino la risoluzione del contratto o di un singolo patto a un evento futuro e incerto. Qualora questa (la condizione) si verifichi, gli effetti del negozio si considerano come mai verificati. La clausola risolutiva espressa ex art. 1456 c.c., invece, è la clausola con la quale le parti prevedono che il contratto dovrà considerarsi risolto qualora una determinata obbligazione non venga adempiuta affatto o non venga adempiuta secondo le modalità stabilite, dunque durante lo svolgimento del rapporto. pertanto la dichiarazione della parte legittimata a valersi della clausola risolutiva espressa non pregiudica i diritti acquistati dai terzi, salvi gli effetti della trascrizione della domanda di risoluzione (art. 1458 c. 2).